# Burg Wachenheim
Burg Wachenheim, gelegentlich auch Oberburg Wachenheim, Schloss Wachenheim (Pfrimm) oder heute Schlossgut Lüll genannt, ist eine im Kern mittelalterliche Burg- bzw. Schlossanlage in Wachenheim im südlichen Rheinhessen.
Sie ist nicht zu verwechseln mit der Wachenburg, der gelegentlich fälschlicherweise ebenso bezeichneten Wachtenburg oder mit Schloss Wachenheim in dem etwas südlicher gelegenen Ort Wachenheim an der Weinstraße und der sich dort befindenden Sektkellerei Schloss Wachenheim.

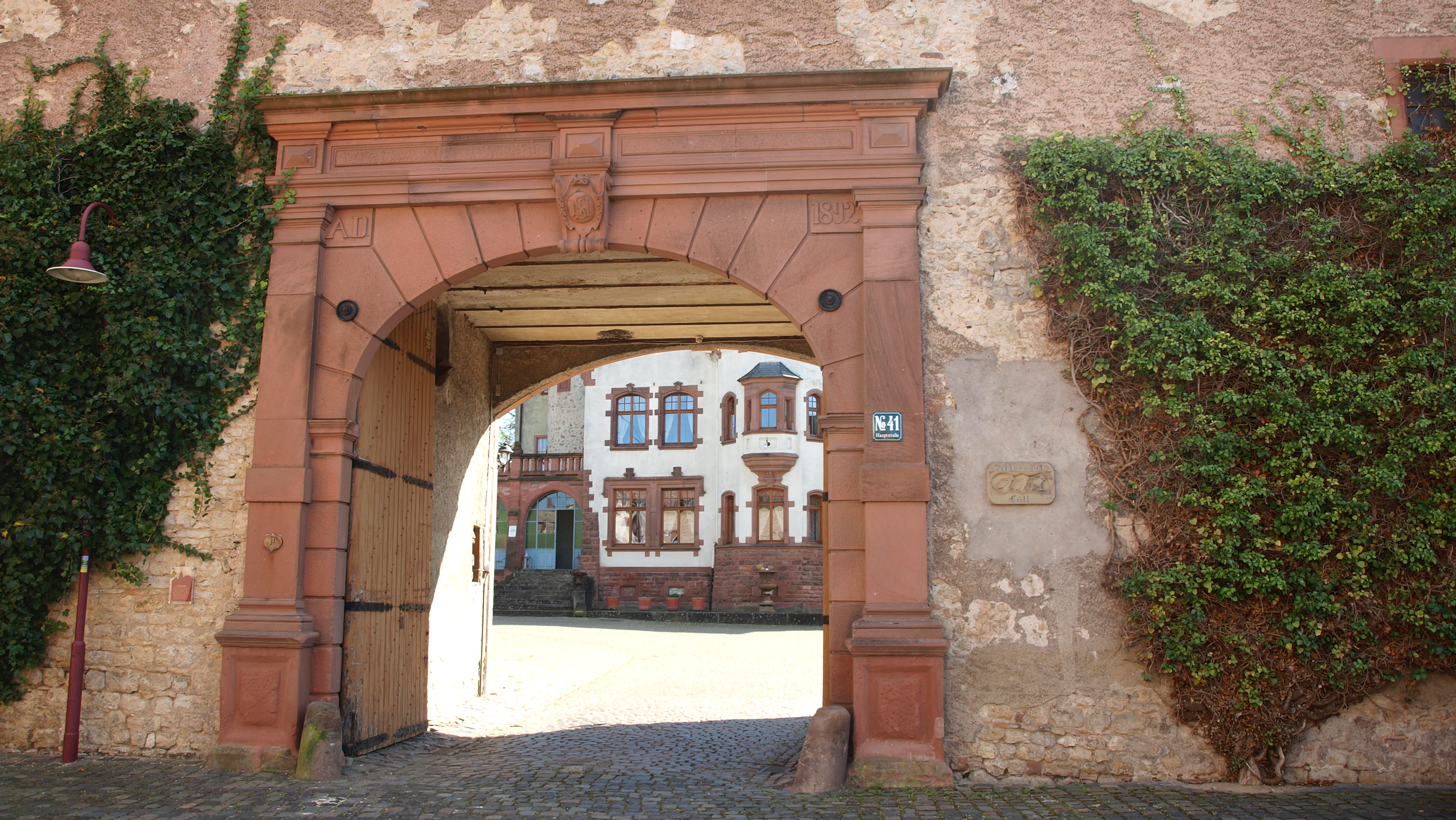
Tor der Burg Wachenheim

## Lage
Die Anlage befindet sich in der Ortsmitte der Gemeinde Wachenheim im Zellertal (Verbandsgemeinde Monsheim) im rheinland-pfälzischen Landkreis Alzey-Worms. Sie steht auf einer Höhe von etwa 160 m über NHN gut 200 m südlich (rechts) der Pfrimm. Die Adresse lautet: „Hauptstraße 41–45, 67591 Wachenheim“. Die zugehörige Parkanlage wird im Süden von der „Wormser Straße“ (B 47) begrenzt. Hier befindet sich auch unweit entfernt der Haltepunkt Wachenheim-Mölsheim an der in den Sommermonaten an Sonn- und Feiertagen im Touristenverkehr betriebenen Zellertalbahn.

## Geschichte
Der Ursprung der Burg ist unbekannt. Nach Karl Würth gab es ursprünglich drei Burganlagen in Wachenheim. Die älteste soll sich im Bereich des Romberger Hofs befunden haben und vom Erzstift Trier erbaut worden sein oder sich in dessen Besitz befunden haben. Hierüber gibt es offenbar aber weder einen gesicherten Nachweis durch historische Quellen noch durch archäologische Funde.
Geschichtlich gesichert ist, dass Pfalzgraf Ludwig der Strenge 1278 Emich IV. aus dem Leininger Grafengeschlecht zum Burgmann in Wachenheim ernannt hat, wobei angenommen wird, dass es sich um den gleichnamigen Ort an der Pfrimm handelt. Die Existenz einer Burg in Wachenheim seit 1324 ist urkundlich belegt, als ein „Ritter Dietz von Wachenheim“ dem Pfalzgrafen Adolf die Lehensrechte des ihm gehörigen Anteils der Burg auftrug. Schon zu jener Zeit war die damalige Anlage offenbar ein Ganerbe der Herren von Wachenheim, da 1336 auch ein weiterer Teileigentümer, „Gerhard von Wachenheim“ dem Trierer Erzbischof Balduin von Luxemburg seinen Besitzteil zum Lehen vermachte. In den folgenden Jahren wurde die Burg, die sich teilweise im Familienbesitz derer von Wachenheim befand bzw. belehnt und danach offenbar zumindest teilweise rückübertragen wurde, von den Mitgliedern des Geschlechts derer von Wachenheim bewohnt. Bei dieser älteren Burganlage handelte es sich um die „Unterburg“ oder das „Unterschloss“, von dem heutzutage keine baulichen Relikte mehr vorhanden sind.
Die heute noch bestehende Burg, auch „Oberburg“ oder „Oberschloss“ genannt, wurde um 1471 bzw. 1480 (eventuell nach einer teilweisen Zerstörung der Unterburg) in unmittelbarer Nachbarschaft mit dem heute noch bestehenden Wohnturm als Ursprung oder Kern der neuen Burg erbaut. Zunächst sich noch in den Händen der Herren von Wachenheim befindlich, wechselten die Eigentums-, Besitz-,  Lehens- und Wittumsrechte an der Burg in der Folgezeit mehrfach. So werden unter anderem die Adelsgeschlechter von der Leyen, Landschad von Steinach, Carben, und Leiningen-Westerburg als Teileigentümer, Lehensgeber und -nehmer genannt. Im ausgehenden 18. Jahrhundert ging Burg Wachenheim in das Eigentum derer von Botzheim über.
Die weder im Pfälzischen Erbfolgekrieg noch von französischen Revolutionstruppen zerstörte Burg wurde im 19. und frühen 20. Jahrhundert ausgebaut und erweitert. 1889 verkaufte die Witwe Julie Valerie Steeg das Oberschloss mit dem zugehörigen Gut an Gutsbesitzer Jakob Heinrich Stauffer und seine Gemahlin Margareta, geborene Schilling aus Ibersheim für 232.000 Mark. Nach dessen Tod 1925 kam das Anwesen auf dem Heiratsweg in den Besitz von Karl Lüll, 1943 an Hans Lüll und 1976 an Hans und Lotti Lüll.

## Beschreibung
Ältester erhaltener Teil der Burg ist der gotische Bergfried (offenbar) aus der Zeit um 1470/71. Er überragt die übrigen Schlossgebäude sowie die Wohnhäuser des Ortes deutlich und ist eine charakteristische Landmarke in der Silhouette von Wachenheim. Der im Grundriss rechteckige Turm mit einer Seitenlänge von 11 × 8 Metern und einer Mauerstärke von etwa 1,1 m ist aus (heute nur noch teilweise verputzten) Bruchsteinen errichtet, wobei einige Ecksteine aus Buntsandsteinen bestehen. Er diente als Wohnturm und gilt mit seinen auf dem Kellergewölbe aufragenden sechs Vollgeschossen und dem nicht ausgebauten Dachgeschoss unter dem Walmdach als der höchster seiner Art in Rheinhessen. An der nördlichen Seite ist ein halbrunder Treppenturm angebaut, der bis zur dritten Etage reicht. Ein Seitentrakt wird in seiner Erbauung auf das Jahr 1572 datiert.
Das offenbar älteste der den geräumigen Innenhof umgebenden  Wirtschaftsgebäude stammt aus dem Jahr 1617. Die Toranlage wurde 1892 erbaut und die übrigen eingeschossigen Wirtschaftstrakte und Stallungen stammen aus der Zeit um die Wende vom 19. zum 20. Jahrhundert.
Die weitläufige Parkanlage mit einem barocken Gartenhaus einfriedende Burg- oder Wehrmauer wird auf das 14. bis 16. Jahrhundert datiert.
Das wohl jüngste denkmalgeschützte Gebäude der Anlage ist das nördlich des Wohnturms stehende 1901 im neugotischen Stil errichtete villen- bzw. schlösschenähnliche Wohngebäude. Der zweieinhalb- bis dreigeschossige Bau besteht aus verputztem und hell gestrichenen Mauerwerk, während unter anderem das Kellergeschoss, eine Hochterrasse mit angebautem Torbogen, die Eckpilaster, die Umrahmungen der Türen und Fenster sowie weitere Zierelemente der Fassade in unverputzten roten Buntsandsteinen ausgeführt sind. Aus der Frontfassade des Wohnbaus tritt ein achteckiges Türmchen mit etwa gleicher Höhe hervor. An der Westflanke befindet sich ein zweiter, etwas höherer runder steinerner Turm, dessen in Fachwerkbauweise erbautes Obergeschoss ebenfalls eine oktogonale Form aufweist.

## Denkmalschutz
Die Burganlage steht unter Denkmalschutz und ist in der Liste der Kulturdenkmale des Landes Rheinland-Pfalz eingetragen.

## Heutige Nutzung
Die Burg wird heute von dem Eigentümer bewohnt und als Weingut bewirtschaftet. In den Räumen der Burg sowie in der etwa 17.000 m² großen Parkanlage, die um 1747 im Stil des Spätbarock/Rokoko angelegt wurde und teilweise als Skulpturengarten dient, finden private Feierlichkeiten oder gelegentlich allgemein zugängliche Veranstaltungen statt. Hierbei können der Innenhof, die Parkanlage und gegebenenfalls einzelne Gebäude besichtigt werden.